# Athos (Gerät)
Athos war der Deckname eines im Zweiten Weltkrieg eingesetzten „Funkmeßbeobachtungsgerätes“ (authentische damalige Schreibweise mit „ß“), dessen eigentliche Kurzbezeichnung Fu MB 35 war, häufig als FuMB 35 geschrieben.
Das Empfangsgerät, auch bezeichnet als „Sektorpeilanlage“, wurde auf deutschen U‑Booten als Radarwarner eingesetzt. Namensstifterin für den Decknamen war offenbar die Mönchsrepublik Berg Athos in Griechenland.

## Hintergrund
Athos hatte eine Reihe von Vorgängern, wie beispielsweise das FuMB 1 (Metox), FuMB 4 (Samos) oder FuMB 5 (Fanö). Nach Bergung und Untersuchung des britischenH2S-Radars aus einem Anfang Februar 1943 bei Rotterdam abgeschossenen Bomber der Royal Air Force wurde der deutschen Seite allerdings klar, dass die eigenen FuMBs deutlich zu niederfrequent arbeiteten. So deckte Metox das Frequenzband 113 bis 484 MHz ab, Samos 90 bis 470 MHz und Fanö 400 bis 1600 MHz. Das britische H2S-Radar arbeitete jedoch bei 3,3 GHz (3300 MHz), also deutlich oberhalb der höchsten Frequenz, die die deutschen FuMBs wahrnehmen konnten.
Als erste Abhilfe wurde das FuMB 8 (Naxos) speziell für den Frequenzbereich von 2,5 bis 3,75 GHz gebaut. Doch die technische Entwicklung auf alliierter Seite machte rasante Fortschritte. Bald gab es dort Radargeräte, die 10 GHz als Sendefrequenz nutzten. Als Gegenmaßnahme entstand deshalb wenig später FuMB 26 (Tunis) mit dem passend für diese Frequenz ausgelegten Antennensystem FuMB 25 (Mücke). Der neue Warnempfänger erfüllte zwar seinen Zweck, die Handhabung war jedoch umständlich und mühsam. So musste die Antenne von Hand gedreht werden, erfasste jeweils nur einen schmalen Sektor, und die Signalanzeige erfolgte nur akustisch über einen Kopfhörer. Der dringende Bedarf an verbesserter Empfangstechnik war offensichtlich. So entstand das Projekt Athos.

## Beschreibung
Das FuMB 35 (Athos) sollte eine Rundumsicht (360°) bieten und die beiden Frequenzbänder um 3,3 GHz (entsprechend 9 cm Wellenlänge) und um 10 GHz (3 cm) zugleich abdecken. Es wurde ein Antennensystem konstruiert, genannt „Empfangskopf Athos“, das aus zwei getrennten und übereinander montierten zylindersymmetrischen Parabolreflektoren bestand. Diese waren oben an einem Teleskopmast montiert, der sich mitten auf der Kommandobrücke oben auf dem Turm des U‑Boots befand. Jede der beiden Gruppenantennen deckte rundum den kompletten Horizont von 0° bis 360° ab. Dazu befanden sich entlang des mittleren Umfangs der beiden Reflektoren jeweils eine Reihe von Schleifenantennen, die um 45° gekippt angeordnet waren, um sowohl horizontal als auch vertikal polarisierte elektromagnetische Wellen empfangen zu können. Jeweils ein Viertel der Antennen war zu einem Quadranten zusammengefasst. Das kombinierte Empfangssignal wurde für jeden Quadranten separat aufbereitet und jeweils auf eine der vier Ablenkplatten eines Oszilloskops gegeben. Ähnlich wie bei einer Lissajous-Figur erhält man so eine richtungsabhängige optische Anzeige der empfangenen Feldstärke. In Summe deckten beide Teilsysteme zusammen den Frequenzbereich von 1,5 bis 15 GHz ab, entsprechend einem Wellenlängenbereich von 2 bis 20 cm.
Vermutlich wurden die Empfangsignale für die beiden Bänder um 3 cm und um 9 cm gemeinsam angezeigt und nicht getrennt, denn als Radarwarnung war es vor allem wichtig zu wissen, ob ein Signal auftrat, und falls ja, aus welcher Richtung die Gefahr drohte, aber vergleichsweise unwichtig, welche Frequenz vorlag.